# Tadeusz Pitala
Tadeusz Eugeniusz Pitala (ur. 4 stycznia 1958 w Łyczance koło Myślenic) – polski polityk samorządowy, wójt gminy Siepraw od 1990.

## Życiorys
Syn Zygmunta i Heleny. Ukończył studia inżynierskie na Politechnice Krakowskiej, a następnie studia podyplomowe (zarządzanie funduszami i projektami Unii Europejskiej) na Uniwersytecie Jagiellońskim oraz Wyższej Szkole Administracji Hof w Bawarii.
Nie należy do partii politycznej. Od 2002 roku wygrywał w każdych wyborach samorządowych, startując z ramienia własnego komitetu wyborczego – KWW Samorządny Siepraw. W 2002 zdobył 55,37% głosów i pokonał Jana Lenczowskiego, w kolejnych dwóch wyborach nie miał kontrkandydatów i zdobył w 2006 roku – 83,89% głosów, w 2010 – 82,35%. W 2014 pokonał Tomasza Dyrdę zdobywając 75,09% głosów. Po raz kolejny został wójtem w 2018, kiedy pokonał Dawida Lenczowskiego, zdobywając 71,74% głosów.
Działa w zarządzie Związku Gmin Dorzecza Górnej Raby i Krakowa, od 2006 przewodniczący zgromadzenia Związku, przedstawiciel Związku w Federacji Regionalnych Związków Gmin i Powiatów RP. Członek – założyciel LGD Turystyczna Podkowa.

## Życie prywatne
Żonaty, ma dwoje dzieci.

## Nagrody i wyróżnienia
- Odznaka honorowa „Krzyż Małopolski”[6]
- Srebrny Krzyż Zasługi (2023)[7]
- Brązowa Odznaka „Zasłużony dla Ochrony Przeciwpożarowej” (2022)[8]